# 16. september
16. september je 259. dan leta (260. v prestopnih letih) v gregorijanskem koledarju. Ostaja še 106 dni.

## Dogodki
- 1810 – Miguel Hidalgo y Costilla začne boj za neodvisnost Mehike
- 1849 – odprta železniška proga med Celjem in Ljubljano
- 1857 – patentiran prvi pisalni stroj
- 1859 – David Livingstone odkrije jezero Njasa (Malavi)
- 1861 – delovati začne prvo Kruppovo kladivo tipa Fritz
- 1916 – konec sedme soške bitke (začetek 14. septembra 1916)
- 1941 – šah Reza Pahlavi se odpove prestolu v korist svojega sina Mohameda
- 1943 – Rdeča armada osvobodi Novorosijsk
- 1945 – Španija se umakne iz Tangerja
- 1959 – Charles de Gaulle Alžircem prizna pravico do samoodločbe
- 1972 – Pakistan izstopi iz Britanske skupnosti narodov
- 1975 – Papua Nova Gvineja postane neodvisna država
- 1978 – potres v bližini iranskega mesta Tabas zahteva 25.000 žrtev
- 1982 – v pokolu v palestinskih begunskih taboriščih Sabra in Šatila (Libanon) pobitih okoli 1.000 ljudi
- 2013 – na italijanskem otoku Giglio se začne reševanje potniške ladje Costa Concordia, ki je tam nasedla 13. januarja 2012

## Rojstva
- 1098 – Sveta Hildegarda iz Bingna, nemška opatinja, svetnica, učenjakinja, pisateljica, skladateljica († 1179)
- 1462 – Pietro Pomponazzi, italijanski filozof († 1525)
- 1584 – Matthias Gallas, avstrijski general († 1647)
- 1651 – Engelbert Kämpfer, nemški popotnik († 1716)
- 1666 – Antoine Parent, francoski matematik († 1716)
- 1725 – Nicolas Desmarest, francoski geolog († 1815)
- 1736 – Johannes Nikolaus Tetens, nemški filozof († 1807)
- 1745 – Mihail Ilarionovič Kutuzov, ruski vojskovodja, maršal, diplomat († 1813)
- 1846 – Seth Carlo Chandler mlajši, ameriški astronom († 1913)
- 1853 – Albrecht Kossel, nemški biokemik, zdravnik, nobelovec 1910 († 1927)
- 1885 – Karen Horney, nemška psihoanalitičarka in psihiatrinja († 1952)
- 1886 – Jean Arp, alzaški (francoski) kipar, slikar, pesnik († 1966)
- 1887 – Nadia Juliette Boulanger, francoska dirigentka († 1979)
- 1891 – Karl Dönitz, nemški admiral, predsednik vlade († 1980)
- 1893 – Albert Szent-Györgyi, madžarsko-ameriški biokemik, nobelovec 1937 († 1986)
- 1910 – Karl Kling, nemški avtomobilski dirkač († 2003)
- 1923 – Lee Kuan Yew, prvi premije Singapurja († 2015)
- 1924 – Lauren Bacall, ameriška filmska igralka († 2014)
- 1925 – B. B. King, ameriški bluesovski kitarist († 2015)
- 1956 – Mickey Rourke, ameriški filmski igralec
- 1962 – Goran Perkovac, hrvaški rokometaš
- 1966 – Kevin Young, ameriški atlet
- 1978 – Michael Uhrmann, nemški smučarski skakalec
- 1981 – Alexis Bledel, ameriška filmska in televizijska igralka
- 1984 – Katie Melua, gruzijsko-britanska pevka, glasbenica
- 1985 – Madeline Zima, ameriška filmska in televizijska igralka
- 1985 – Johan Remen Evensen, norveški smučarski skakalec
- 1992 – Nick Jonas, ameriški televizijski in filmski igralec, glasbenik

## Smrti
- 1100 – Bernold iz Konstance, nemški kronist (* 1054)
- 1226 – Pandulf Masca, papeški legat v Angliji
- 1343 – Filip III., navarski kralj (* 1306)
- 1345 – Ivan IV., bretonski vojvoda, grof Monforta, 6. grof Richmonda (* 1295)
- 1360 – William de Bohun, angleški plemič, 1. grof Northampton (* 1312)
- 1380 – Karel V. Modri, francoski kralj (* 1338)
- 1394 – protipapež Klemen VII. (* 1342)
- 1406 – Kiprijan Moskovski, ruski metropolit (* 1336)
- 1498 – Tomás de Torquemada, španski inkvizitor (* 1420)
- 1682 – Jamasaki Ansai, japonski konfucijanski in šintoistični filozof (* 1619)
- 1736 – Daniel Gabriel Fahrenheit, nemški fizik (* 1686)
- 1782 – Carlo Broschi - Farinelli, italijanski kastrat (* 1705)
- 1824 – Ludvik XVIII., francoski kralj (* 1755)
- 1855 – Sergej Semjonovič Uvarov, ruski grof, državnik (* 1786)
- 1869 – Thomas Graham, škotski kemik (* 1805)
- 1896 – Antônio Carlos Gomes, brazilski operni skladatelj (* 1836)
- 1914 – Jožef Schwegel, slovenski diplomat, politik, pesnik, pisatelj in prevajalec (* 1836)
- 1925 – Aleksander Aleksandrovič Fridman, ruski fizik, matematik, geofizik (* 1888)
- 1925 – Leo Fall, avstrijski operetni skladatelj in dirigent (* 1873)
- 1932 – Ronald Ross, angleški zdravnik, nobelovec 1902 (* 1857)
- 1936 – Jean-Baptiste-Étienne-Auguste Charcot, francoski raziskovalec, oceanograf (* 1867)
- 1948 – Manuel Arce y Ochotorena, španski kardinal (* 1879)
- 1952 – Fran Ramovš, slovenski jezikoslovec (* 1890)
- 1957 – Qi Baishi, kitajski slikar (* 1863)
- 1974 – Phog Allen, ameriški košarkarski trener (* 1885)
- 1977 – Maria Callas, grško-ameriška sopranistka (* 1923)
- 1980 – Jean Piaget, švicarski psiholog (* 1896)
- 1993 – Rok Petrovič, slovenski alpski smučar (* 1966)
- 2012 – Princesa Ragnhild Norveška (* 1930)

## Prazniki in obredi
- mednarodni dan zaščite ozonske plasti